# Liste von Rotkreuz-Museen

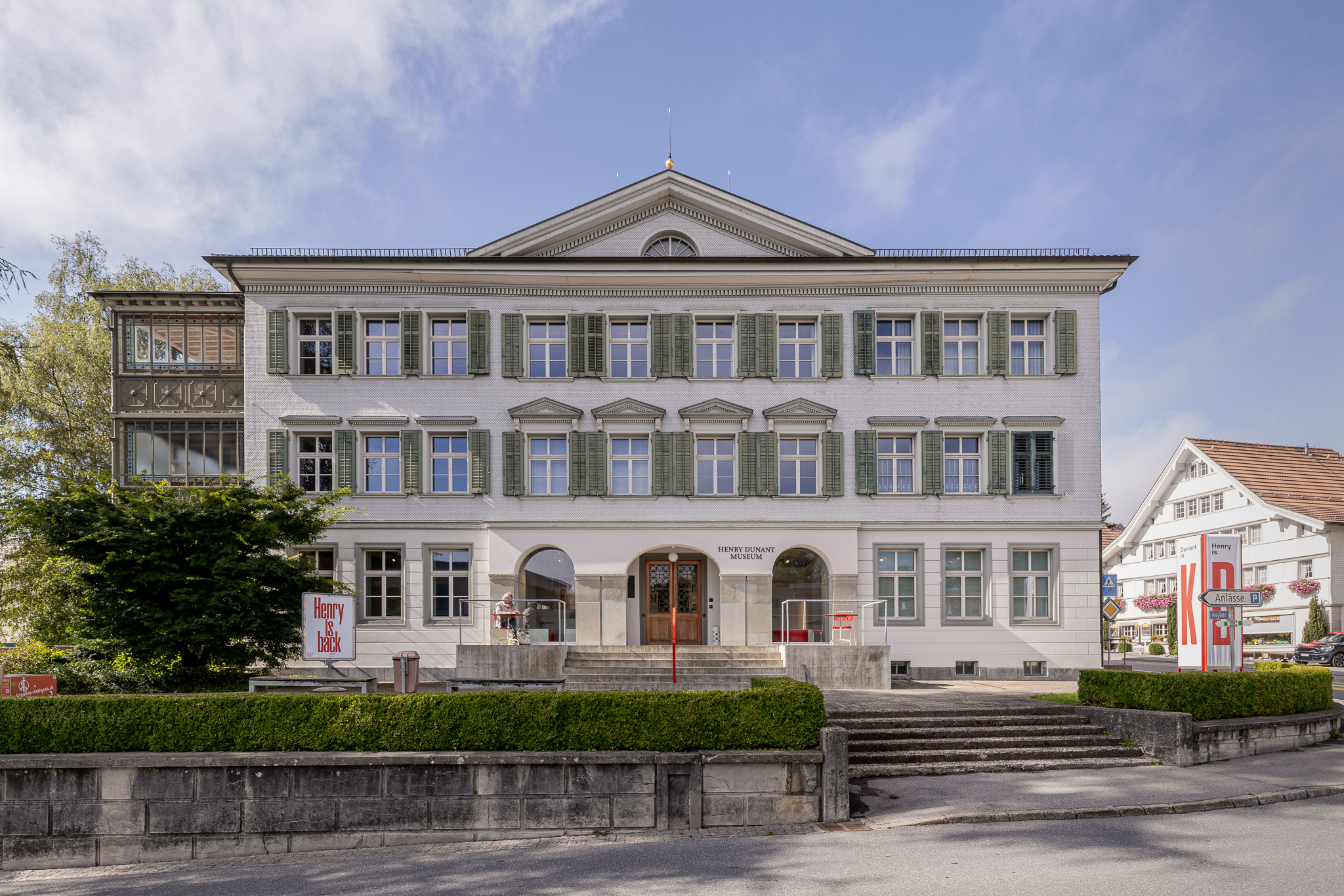
Museum Henry Dunant in Heiden

Die Liste von Rotkreuz-Museen nennt Museen, die sich mit der Geschichte des Roten Kreuzes und Roten Halbmonds beschäftigen.

## Museen

### Deutschland
| Name                                                      | Ort                       | Landesverband           | ISIL          | Bemerkung                               |
| --------------------------------------------------------- | ------------------------- | ----------------------- | ------------- | --------------------------------------- |
| Rotkreuz-Museum Berlin                                    | Berlin,                   | Berliner Rotes Kreuz    | DE-MUS-393119 |                                         |
| Rotkreuz-Museum Bergstraße                                | Mörlenbach,               | Hessen                  |               | Von Birkenau nach Mörlenbach umgezogen. |
| Rotkreuzmuseum Dachau                                     | Dachau,                   | Bayerisches Rotes Kreuz |               |                                         |
| Rotkreuz-Museum Essen                                     | Essen,                    | Nordrhein               | DE-MUS-404511 |                                         |
| Rotkreuz Funk- und Fernmeldemuseum                        | Fellbach,                 | Baden-Württemberg       |               |                                         |
| Rotkreuz-Landesmuseum Baden-Württemberg                   | Geislingen an der Steige, | Baden-Württemberg       | DE-MUS-404313 |                                         |
| Sächsisches Rot-Kreuz-Museum                              | Grünheim-Beierfeld,       | Sachsen                 |               |                                         |
| Rotkreuz-Museum im Goßmannsdorfer Tor                     | Hofheim in Unterfranken,  | Bayerisches Rotes Kreuz | DE-MUS-765717 |                                         |
| Stiftung Rotkreuz-Museum im Land Brandenburg              | Luckenwalde,              | Brandenburg             | DE-MUS-027421 |                                         |
| Münchner Rotkreuzmuseum                                   | München,                  | Bayerisches Rotes Kreuz | DE-MUS-080120 |                                         |
| Rotkreuz-Museum Ostbayern                                 | Nabburg,                  | Bayerisches Rotes Kreuz | DE-MUS-770214 |                                         |
| Rotkreuz-Museum Nürnberg                                  | Nürnberg,                 | Bayerisches Rotes Kreuz | DE-MUS-387911 |                                         |
| Museum für Rot-Kreuz-Geschichte                           | Pinneberg,                | Schleswig-Holstein      | DE-MUS-404417 | Seit 2017 geschlossen                   |
| Rotkreuzgeschichtliche Sammlung in Westfalen-Lippe/Museum | Schlangen,                | Westfalen-Lippe         | DE-MUS-226128 |                                         |
| Rotkreuz-Museum vogelsang ip                              | Schleiden,                | Nordrhein               | DE-MUS-055421 |                                         |
| Traditionskabinett des Deutschen Roten Kreuzes            | Zittau,                   | Sachsen                 |               |                                         |
| Wanderausstellung „Rotes Kreuz in dieser Welt“            | Bad Bevensen,             | Niedersachsen           |               |                                         |

### Österreich
| Name                                              | Ort                                    |
| ------------------------------------------------- | -------------------------------------- |
| Erstes Steirisches Rotkreuz-Museum                | Feldbach, Steiermark                   |
| Rotkreuz-Museum Salzburg                          | Salzburg, Salzburg                     |
| Historisches Archiv des steirischen Roten Kreuzes | Schloss Laubegg in Ragnitz, Steiermark |
| Rotkreuz-Museum Lungau                            | Tamsweg, Salzburg                      |

### Schweiz
| Name                                            | Ort                            |
| ----------------------------------------------- | ------------------------------ |
| Internationales Rotkreuz- und Rothalbmondmuseum | Genf, Genf                     |
| Museum Henry Dunant                             | Heiden, Appenzell Ausserrhoden |

### Italien
| Name                                                                            | Ort                                   |
| ------------------------------------------------------------------------------- | ------------------------------------- |
| Internationales Museum des Roten Kreuzes                                        | Castiglione delle Stiviere, Lombardei |
| Archivio Storico del Comitato Provinciale di Bergamo della Croce Rossa Italiana | Bergamo, Lombardei                    |
| Museo Croce Rossa Chivasso Comitato Locale Croce Rossa Italiana                 | Chivasso, Piemont                     |

### Vereinigtes Königreich
| Name                                  | Ort    |
| ------------------------------------- | ------ |
| British Red Cross museum and archives | London |

### Russland
| Name                                | Ort    |
| ----------------------------------- | ------ |
| Museum des Russischen Roten Kreuzes | Moskau |

### Vereinigte Staaten
| Name                      | Ort                    |
| ------------------------- | ---------------------- |
| American Red Cross Museum | Walkersville, Maryland |